# Ludwig Loewe
Ludwig Loewe (27 de noviembre de 1837 - 11 de septiembre de 1886) fue un empresario, fabricante, filántropo y miembro del Reichstag. Las compañías de Loewe se dedicaron a la producción de armamentos, empleando diseñadores famosos y creando armas destacadas.

## Fabricante
Loewe nació con el nombre de Louis Levy en Heiligenstadt, Alemania, dentro de una familia judía. Creó la Ludwig Loewe Commanditgesellschaft auf Aktien für Fabrikation von Nähmaschinen A.G. en 1869 para fabricar máquina de coser. En 1872 logró un contrato con el ejército alemán para producir fusiles. Para esto creó una compañía de armas separada, la Ludwig Loewe & Compañía (también conocida como Loewe & Company).

## Armamento
La compañía de armamentos de Loewe fue famosa porque tenía la mayoría de las acciones de Waffenfabrik Mauser, así que pudo cosechar el éxito financiero de la pistola C96 cuando la propia pistola Borchardt de Loewe, diseñada por el empleado Hugo Borchardt, no se estaba vendiendo bien.
En la Ludwig Loewe & Company también trabajó Georg Luger, el inventor de la pistola Parabellum (así como también de los cartuchos asociados a ella).

## Después de su muerte
Luego de la muerte de Loewe, en Berlín, su hermano menor ,Isidor Loewe, tomó el control de la compañía. El nombre de la compañía principal fue cambiado a Gesellschaft für Elektrische Unternehmungen Ludwig Loewe & Co. A.G.. Este 'Grupo Loewe' de compañías tenía tres productos principales: electricidad, maquinaria y armamento.
En 1896, Ludwig Loewe & Cie obtuvo la participación mayoritaria en la Deutsche Metallpatronenfabrik, con sede en Karlsruhe. Ese mismo año, decidió fusionar la producción de municiones de Deutsche Metall Patronenfabrik con la sucursal de armas de fuego de Loewe en Berlín, creando una nueva compañía de la que Loewe seguía siendo el propietario: Deutsche Waffen- und Munitionsfabriken (DWM).

## Loewe y su fe
Loewe sufrió de antisemitismo debido a su fe judía, la cual también afectó a su familia. Sus propiedades fueron reclamadas más adelante por el gobierno Nazi en los años 30, y se presentó una demanda contra esta acción más adelante por sus descendientes.